# Futbolen kompleks Botew 1912
Futbolen kompleks Botew 1912 (bułg. Футболен комплекс Ботев 1912) – kompleks piłkarski w Płowdiwie (w części miasta Komatewo), w Bułgarii. Jego budowa rozpoczęła się 13 czerwca 2012 roku, a otwarcie miało miejsce 18 września 2013 roku. Główny stadion kompleksu posiada trybunę mogącą pomieścić 2000 widzów. Obiekt służy jako baza treningowa dla młodzieży oraz seniorów klubu Botew Płowdiw. Od 2014 roku, w związku z przebudową stadionu Christa Botewa na obiekcie swoje spotkania tymczasowo rozgrywa również pierwszy zespół Botewa Płowdiw. W 2016 roku główny stadion kompleksu został wyposażony w maszty oświetleniowe.